# 강릉 옥천동 석탑재
강릉 옥천동 석탑재(江陵 玉川洞 石塔材)은 대한민국 강원특별자치도 강릉시 북헌동, 강릉시립박물관 내에 있는 석탑재이다. 1984년 6월 2일 강원특별자치도의 문화재자료 제4호로 지정되었다.

## 개요
석탑의 일부분으로, 1940년 신라의 옛 사찰인 무진사터로 전하는 곳에서 발견되어 관음사 경내로 옮겼다가, 1992년 강릉시립박물관으로 옮겨 놓았다.
이들은 모두 2개인데 하나는 위층 기단(基壇)의 일부로 여겨지고, 다른 하나는 탑신(塔身)의 1층 몸돌이었을 것으로 보인다. 기단으로 보이는 석재는 각 면의 모서리와 가운데에 기둥 모양을 새겨 칸을 만든 후 각 칸마다 8부신상(八部神像: 불교에서 불법을 수호하고 대중을 교화한다는 여덟무리)을 조각해 놓았고, 탑신의 1층 몸돌로 보이는 석재에는 네 모서리마다 기둥 모양의 조각을 두어 각 면에 불상을 새겨 놓았다.

## 참고 자료
- 강릉옥천동석탑재 - 국가유산청 국가유산포털